# Santes
Santes è un comune francese di 5 652 abitanti situato nel dipartimento del Nord nella regione dell'Alta Francia.

## Società

### Evoluzione demografica
Abitanti censiti